# Ca l'Artau (Sant Julià del Llor i Bonmatí)
Ca l'Artau és un mas proper al nucli de la Cellera de Ter, però administrativament adscrit al terme municipal de Sant Julià del Llor i Bonmatí (la Selva). Sant Julià del Llor és un poble rural de masies disperses, i aquesta n'és una de les antigues. S'ha datat del segle XVI-XVII. Durant la segona meitat del segle XX s'ha afegit una construcció nova al sector del nord-oest.
Antiga masia formada actualment per dos habitatges i diversos coberts. La part original del mas és un edifici de tres plantes i dues crugies cobert a doble vessant a façana. La façana està arrebossada i pintada de blanc. La planta baixa té un portal antic (segle xvii) amb forma d'arc de mig punt, adovellat, de pedra sorrenca i arrebossat i pintat. A aquest portal s'hi accedeix per uns quants escalons. A més, hi ha un portal rectangular que fa funció d'accés al garatge. Adossat a la part esquerra de l'edifici original hi ha una construcció que només ocupa dues de les tres plantes de la casa i està coberta amb un teulat d'un vessant. A la planta baixa d'aquest adossat hi ha una finestra rectangular emmarcada de pedra. El primer pis conté dues finestres de permòdols de mida mitjana i el segon pis està format per un gran badiu d'obra i rajol format per dos sectors amb tres i quatre finestres contínues. El ràfec és fet amb bigues de formigó armat que sostenen l'emergència del sostre.